# Olympische Jugend-Sommerspiele 2010/Teilnehmer (Zypern)
| Gelbes Symbol für Goldmedaillen mit stilisierten Olympischen Ringen | Graues Symbol für Silbermedaillen mit stilisierten Olympischen Ringen | Braundes Symbol für Bronzemedaillen mit stilisierten Olympischen Ringen |
| ------------------------------------------------------------------- | --------------------------------------------------------------------- | ----------------------------------------------------------------------- |
| —                                                                   | 1                                                                     | —                                                                       |

Die Jugend-Olympiamannschaft aus Zypern für die I. Olympischen Jugend-Sommerspiele vom 14. bis 26. August 2010 in Singapur bestand aus neun Athleten.

## Medaillengewinner
Mit einer gewonnenen Silbermedaille belegte das Team Zyperns Platz 75 im Medaillenspiegel.

### Silber
- Alexandros Poursanidis, Leichtathletik: Hammerwurf

## Athleten nach Sportarten

### Leichtathletik
| Mädchen - Leontia Kallenou Hochsprung: 4. Platz | Jungen - Alexandros Poursanidis Hammerwurf: Silber |

### Radsport
- 23. Platz
- Antri Christoforou
- Leontios Katsouris
- Eirinaios Koutsiou
- Mamas Kyriacou

### Schwimmen
| Mädchen - Anna Schegoleva 50 m Schmetterling: 15. Platz (Halbfinale) 100 m Schmetterling: 19. Platz (Vorlauf) 200 m Schmetterling: DNS | Jungen - Omiros Zagkas 50 m Freistil: 24. Platz (Vorlauf) |

### Turnen

#### Gymnastik
Jungen
- Michalis Krasias
Einzelmehrkampf: 18. Platz